# Friedrich Benninghoven
Friedrich Wilhelm Benninghoven (* 9. März 1925 in Berlin; † 22. Oktober 2014 ebenda) war ein deutscher Historiker und Archivar.
Der Sohn eines kaufmännischen Angestellten wuchs in Berlin-Frohnau auf. Er legte im März 1943 die Reifeprüfung an der Karl-Peters-Oberschule in Berlin-Pankow. Im selben Jahr begann er das Studium der Geschichte an der Berliner Universität. Im Frühsommer 1944 wurde er als Soldat zur Wehrmacht eingezogen und kämpfte gegen die Rote Armee südlich und westlich von Warschau. Im März 1945 geriet er in sowjetische Kriegsgefangenschaft. Benninghoven erkrankte an Ruhr und Typhus. Aus diesen Gründen konnte er bereits im November 1945 wieder freikommen. In Berlin führte er im Winter 1946 das Studium fort. Bei Fritz Rörig begann er seine Doktorarbeit über die Anfänge Rigas. Nach dem Tod Rörigs 1952 bearbeitete Benninghoven seine Dissertation unter der Betreuung von Paul Johansen in Hamburg weiter. Die Arbeit wurde 1961 unter dem Titel Rigas Entstehung und der frühhansische Kaufmann veröffentlicht. Mit Hilfe eines DFG-Stipendiums von 1958 bis 1961 verfasste Benninghoven eine Darstellung über den livländischen Schwertbrüderorden, die 1965 veröffentlicht wurde. Im Jahre 1962 erfolgte das Staatsexamen. In Göttingen war er von 1962 bis 1963 Angestellter am Staatlichen Archivlager in Göttingen. Benninghoven absolvierte die Ausbildung für den Höheren Archivdienst von 1963 bis 1965 in der Archivschule Marburg und im Niedersächsischen Staatsarchiv Osnabrück. An das Staatliche Archivlager in Göttingen kehrte er 1965 als Archivassessor zurück. Im Jahr 1968 wurde er zum Archivrat und 1970 zum Archivoberrat ernannt. Im Jahr 1971 wurde er Stellvertretender Direktor und war von 1974 bis 1990 Direktor des Geheimen Staatsarchivs Preußischer Kulturbesitz in Berlin. Sein Arbeitsschwerpunkt verlagerte sich dadurch auf preußische Themen und auf das administrative und wissenschaftsorganisatorische Arbeitsfeld. 
In seiner Dissertation rekonstruierte Benninghoven die Gründung und den Ausbau der Stadt Riga, die Entstehung ihrer Ratsverfassung und die Bevölkerungsentwicklung. Die Arbeit wurde grundlegende für Frühzeit Rigas und dem damaligen Ostseegebiet. In den 1960er und 1970er Jahren veröffentlichte er einschlägige Studien zur älteren baltischen Geschichte. Benninghoven legte 1965 die erste monographische Darstellung zum Orden der Schwertbrüder vor. Er war impulsgebend für die Reihe Quellen und Studien zur Baltischen Geschichte und war Mitherausgeber der ersten drei Bände dieser Reihe. Benninghoven bearbeitete mit Carl August Lückerath das Kulmer Gerichtsbuch. Die Edition über „das älteste erhaltene Stadtbuch der vom Deutschen Orden gegründeten Stadt Kulm an der Weichsel“ konnte 1999 veröffentlicht werden.
Benninghoven wurde 1956 Mitglied im Hansischen Geschichtsverein und 1960 Mitglied der Baltischen Historischen Kommission. Er war außerdem Mitglied in der Historischen Kommission für ost- und westpreußische Landesforschung (1963–1994), in der Copernicus-Vereinigung (seit 1968), im Johann Gottfried Herder-Forschungsrat (1969–1996), im Kuratorium für Vergleichende Städtegeschichte zu Münster (1971–1984), in der Arbeitsgemeinschaft zur preußischen Geschichte (1973–1986), im Beirat der Kulturstiftung der deutschen Vertriebenen (1985–1990) und im Beirat des Deutschordensmuseums Bad Mergentheim (seit 1987). In den Jahren von 1968 bis 1976 war er dort als Vorstandsmitglied in der Kommission tätig. Hohe fachwissenschaftliche Anerkennung genießt er in Lettland. Er wurde 1993 auswärtiges Mitglied der Akademie der Wissenschaften Lettlands. Seine Frau war die 2010 verstorbene Archivarin Ursula Benninghoven.

## Schriften
- Der Orden der Schwertbrüder. Fratres milicie Christi de Livonia (= Ostmitteleuropa in Vergangenheit und Gegenwart. Bd. 9). Böhlau, Köln u. a. 1965 (Online)
- Rigas Entstehung und der frühhansische Kaufmann (= Nord- und osteuropäische Geschichtsstudien. Bd. 3). Hamburg 1961.